# Підвісні концентраційні столи

Схема концентраційного стола СКПМ-6.

Підвісні концентраційні столи — концентраційні столи, що являють собою підвісну коливну конструкцію для гравітаційного збагачення корисних копалин у потоці води, що тече по похилій поверхні.
Багатодечний підвісний концентраційний стіл СКПМ-6 (рис.) — підвісна конструкція етажеркового типу, що складається з шести алюмінієвих діагональних дек 1, розташованих одна над одною і скріплених чотирма вертикальними планками-підвісками 2. На деку перпендикулярно до її короткого боку наклеєні рифлі 5, висота яких зменшується з віддаленням від вібратора 3. Деки обладнані лотками 6 для прийому пульпи і жолобами 7 для змивної води, в які вона надходить по патрубках 8. Стіл має живильник, що розподіляє вихідну пульпу рівномірними потоками по деках. Видалення продуктів збагачення здійснюється в алюмінієві збірники 9, які розділені на дев'ять відсіків. В днищі кожного відсіку є циліндричні отвори 10 і патрубки 11, по яких за допомогою ґумових шлангів продукти збагачення з верхніх дек потрапляють у відповідні відсіки нижніх дек і далі в спільні збірники продуктів.
Бігармонічний самобалансний вібратор 3, що створює коливання деки, пов'язаний з електродвигуном 4 клинопасовою передачею. Для регулювання кута нахилу деки служать маховички 12. Концентраційний стіл підвішується до перекриття будови збагачувальної фабрики за верхні кінці планок 2 системою тросів 13. Вібратор також підвішується до перекриття системою тросів.
Концентраційний стіл СКПМ-6 розроблений спеціально для збагачення вугілля крупністю до 6 мм з метою одержання низькозольних концентратів, його застосування також ефективне для знесірчування корисної копалини, що має значний вміст піриту.